# Большеозёрное
Большеозёрное — упразднённое село в Кулундинском районе Алтайского края. Находилось на территории Октябрьского сельсовета. Ликвидировано в 1975 году.

## География
Располагалось у северо-западной оконечности озера Улькенколь. К югу располагаются озера Большое Сор и Малое Сор, к северу — Шекулдук.

## История
Основано в 1909 году. В 1928 году посёлок Левобережный Озёрский состоял из 19 хозяйств, основное население — украинцы. В составе Эстонского сельсовета Ключевского района Славгородского округа Сибирского края.

## Население
| год     | 1928 | 1948 | 1955 | 1959 |
| ------- | ---- | ---- | ---- | ---- |
| человек | 103  | 208  | 133  | 131  |

## Инфраструктура
Было развито сельское хозяйство. Действовал колхоз «Украинец».